# Ernst Jaberg

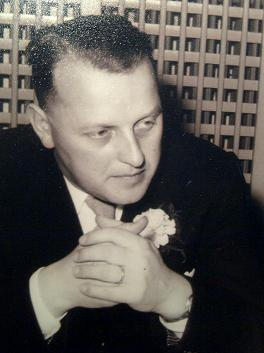
Ernst Jaberg

Ernst Jaberg (* 7. Dezember 1917 in Golaten; † 18. Juli 1998 in Bern) war ein Schweizer Jurist und Politiker (SVP).
Jaberg promovierte 1950 und war von 1956 bis 1966 Oberrichter des Kantons Bern. Von 1966 bis 1979 leitete er als Regierungsrat die Justiz- und Gemeindedirektion des Kantons. Von 1979 bis 1987 war Jaberg Präsident der Berner Kantonalbank. Jaberg war zudem Mitglied der Freistudentenschaft.